# Modern Jazz Quartet
The Modern Jazz Quartet (abreviat com MJQ) fou un grup musical estatunidenc de jazz que va desenvolupar la seva carrera entre el 1952 i el 1993. Fou un representant de l'estil cool i va estar vinculat a la Third Stream. Els seus components originals foren Milt Jackson (vibràfon), John Lewis (piano i director musical), Percy Heath (baix) i Kenny Clarke (bateria). Connie Kay va substituir Clarke el 1955.

## Història
Milt Jackson, Lewis i Clarke havien tocat originàriament junts en un quartet en col·laboració amb l'orquestra de Dizzy Gillespie entre 1946 i 1950. Junt a Ray Brown, tocaven als interludis per ajudar a recuperar-se els trompetistes. El mateix grup va enregistrar el 1951 amb el nom de Mit Jackson Quartet.
En principi, Jackson i Lewis compartien la direcció musical del grup, però finalment la responsabilitat fou assumida completament per Lewis.
Encara que va fer diverses incursions en la música clàssica, ràpidament el repertori del grup es va centrar en el bop i el swing. Entre les composicions originals de la banda estan Django de Lewis (un homenatge a Django Reinhardt), Afternoon in Paris, també de Lewis, i Bag's Groove de Jackson (Bags era el seu sobrenom).
El grup signà en primer lloc amb Prestige i després, als anys cinquanta, amb Atlantic. A finals dels seixanta, enmig de dues etapes amb Atlantic, signaren amb Apple, el segell discogràfic de The Beatles, i es convertiren en l'únic grup de jazz de la discogràfica, i van fer dos discos: Under the Jasmine Tree el 1967, i Space el 1969.
Jackson abandonà el grup el 1974 per dos motius: buscava un estil més lliure de tocar i perquè entenia que els seus ingressos econòmics eren escassos (comparats amb les estrelles del rock & roll). El grup es dissolgué i es reorganitzà més tard l'any 1981 per tocar en festivals i, més tard, en un període de sis mesos a l'any. L'última gravació del grup es va fer l'any 1993.

## Discografia destacada
| Any  | Títol                                          | Discogràfica           |
| ---- | ---------------------------------------------- | ---------------------- |
| 1951 | The Modern Jazz Quartet                        | Prestige               |
| 1951 | Modern Jazz Quartet                            | Original Jazz Classics |
| 1952 | Modern Jazz Quartet, Vol. 1: With Milt Jackson | Prestige               |
| 1956 | Fontessa                                       | Atlantic               |
| 1957 | Third Stream Music                             | Atlantic               |
| 1958 | The Modern Jazz Quartet with Sonny Rollins     | Atlantic               |
| 1959 | Pyramid                                        | Atlantic               |
| 1960 | European Concert [live]                        | Atlantic               |
| 1960 | Dedicated to Connie [live]                     | Atlantic               |
| 1962 | Lonely Woman                                   | Atlantic               |
| 1964 | Collaboration with Almeida                     | Atlantic               |
| 1974 | The Complete Last Concert [live]               | Atlantic               |
| 1974 | The Last Concert [live]                        | Atlantic               |
| 1984 | Echoes                                         | Pablo                  |
| 1992 | Celebration                                    | Atlantic               |